# Rhynchospora latibracteata
Rhynchospora latibracteata là loài thực vật có hoa trong họ Cói. Loài này được Guagl. mô tả khoa học đầu tiên năm 2001.